# Klavdija Točënova
Klavdija Aleksandrovna Točënova (in russo Клавдия Александровна Точёнова?; trasl. angl. Klavdiya Alexandrovna Tochonova o Tochenova; Tver', 16 novembre 1921 – 30 maggio 2004) è stata una pesista sovietica.
Nel 1950 fu medaglia d'argento ai campionati europei di atletica leggera di Bruxelles, mentre nel 1952 prese parte ai Giochi olimpici di Helsinki, dove conquistò la medaglia di bronzo.
Nel 1949, durante una gara a Tbilisi, fece registrare il nuovo record del mondo del getto del peso con la misura di 14,86 m.

## Record nazionali
- Getto del peso: 14,86 m  ( Tbilisi, 30 ottobre 1949)

## Palmarès
| Anno | Manifestazione  | Sede      | Evento         | Risultato | Prestazione | Note |
| ---- | --------------- | --------- | -------------- | --------- | ----------- | ---- |
| 1950 | Europei         | Bruxelles | Getto del peso | Argento   | 13,92 m     |      |
| 1952 | Giochi olimpici | Helsinki  | Getto del peso | Bronzo    | 14,50 m     |      |

## Campionati nazionali
- 1 volta campionessa sovietica assoluta del getto del peso (1951)